# Michael Hector
Michael Anthony James Hector, född 19 juli 1992, är en jamaicansk-engelsk fotbollsspelare.

## Klubbkarriär

### Chelsea
Den 1 september 2015 värvades Hector av Chelsea, men lånades direkt tillbaka till Reading på ett låneavtal över resten av säsongen 2015/2016.
Den 14 augusti 2016 lånades Hector ut till tyska Eintracht Frankfurt på ett låneavtal över säsongen 2016/2017. Den 27 juli 2017 lånades han ut till Hull City på ett nytt säsongslån. Den 31 augusti 2018 lånades Hector ut till Sheffield Wednesday på ett säsongslån.

### Fulham
Den 5 september 2019 meddelades det att Hector värvats av Fulham på en övergång med start i januari 2020. Han debuterade den 4 januari 2020 i en 2–1-vinst över Aston Villa i FA-cupen. Han var med och hjälpte Fulham bli uppflyttade till Premier League under säsongen 2019/2020. Den 12 september 2020 gjorde Hector sin Premier League-debut i en 3–0-förlust mot Arsenal.

## Landslagskarriär
I februari 2015 blev Hector uttagen i Jamaicas landslag till två vänskapsmatcher mot Venezuela och Kuba. I maj 2015 blev han uttagen i Jamaicas trupp till Copa América 2015. Hector debuterade den 13 juni 2015 i den första gruppspelsmatchen mot Uruguay som slutade med en 1–0-förlust för Jamaica.